# 洊水县
洊水县，中国古县名。
唐至德二载（757年）改洊安县置，治所在今广东省怀集县西北。属广州、兴王府。北宋开宝五年（972年）废。